# 4770 Lane
4770 Lane је астероид главног астероидног појаса чија средња удаљеност од Сунца износи 2,862 астрономских јединица (АЈ).
Апсолутна магнитуда астероида је 12,2.